# Guerres novgorodo-suédoises
Les guerres novgorodo-suédoises font référence à un ensemble de conflits survenus durant le XIIe et le XIIIe siècle entre la république de Novgorod et la Suède médiévale pour le contrôle du golfe de Finlande, une région essentielle pour la Hanse donnant accès à la route commerciale des Varègues aux Grecs. Les attaques suédoises envers les Russes orthodoxes auront des répercussions religieuses, mais nulle bulle pontificale officielle délivrée par le pape autorisant la croisade n'est connue avant le XIVe siècle.

## Arrière-plan
Les Scandinaves ont eu des échanges et entretenus des relations avec la Novgorod depuis l'âge des Vikings. Ainsi, les marchands du Gotland avaient leur propre place de commerce, Gutagård, et édifié l'église Saint-Olof à Novgorod. Il y avait également des raids scandinaves à travers le Novgorod.
Le point tournant majeur sur le conflit le plus permanent entre la Suède et Novgorod arriva avec des organisations fermières dans l'Église catholique au XIIe siècle et une requête papale pour des croisades contre les terres contrôlé par l'Église orthodoxe.

## Résumé des combats
Le XIIe siècle est très mal documenté en Suède, et les rares documents russes sont fragmentaires.
Selon la Première chronique de Novgorod, les troupes suédoises avaient attaqué des marchands novgorodiens quelque part dans la mer Baltique et avaient tué 150 personnes en 1147. Il s'agissait de la première hostilité connue entre les deux pays. En 1164, une grande flotte suédoise approcha Ladoga mais fut défaite, et la plupart des bateaux furent capturés par Novgorod.
Il est aussi connu que Novgorod et leurs alliés de la Carélie envoyèrent des raids pirates contre la Suède au XIIe siècle. Durant l'un de ses raids, selon la légende, ils apportèrent à Novgorod les portes de la cathédrale de Sigtuna comme prix.

## Bataille de la Neva
Après une longue pause des hostilités, les Suédois engagèrent un affrontement contre les Novgorodiens en 1240. La seule source de cette bataille est une chronique écrite cent ans plus tard. Il est spéculé que la bataille fut menée par Birger Magnusson, qui fut nommé jarl en 1248. Le seul meneur de Novgorod qui est nommé dans la chronique est un certain « Spiridon », qui fut tué lors de la bataille. Des tentatives pour identifier Spiridon avec Birger ont été faites. Peu après que l'armée soit entrée dans la Neva, les Suédois furent défaits lors de la fameuse bataille de la Neva par un jeune prince Alexandre de Novgorod, qui recevra plus tard le titre « Nevski » en mémoire de sa victoire.
À partir de ce moment, les Suédois tournèrent leur attention vers la Finlande, mais leurs troupes ne se rendirent sur la Neva qu'à la fin du siècle, quand ils eurent un bon contrôle sur la Finlande. Plus tôt, les Suédois avaient aussi tenté de conquérir l'Estonie mais perdu à la bataille de Lihula.